# The Heart Speaks in Whispers
The Heart Speaks in Whispers è il terzo album in studio della cantautrice britannica Corinne Bailey Rae, pubblicato nel 2016.

## Tracce
1. The Skies Will Break – 4:53
2. Hey, I Won't Break Your Heart – 4:48
3. Been to the Moon – 4:04
4. Tell Me – 4:08
5. Stop Where You Are – 4:10
6. Green Aphrodisiac – 5:51
7. Horse Print Dress – 4:03
8. Do You Ever Think of Me? – 5:26
9. Caramel – 5:15
10. Taken by Dreams – 3:55
11. Walk On – 4:26
12. Night – 4:32

Bonus tracks (Edizione deluxe)
1. In the Dark - 4:49
2. Ice Cream Colours - 3:15
3. High - 5:46
4. Push On for the Dawn - 6:11

## Formazione
- Corinne Bailey Rae - voce, cori, batteria, autoharp, glockenspiel, pianoforte, battito di mani, chitarra acustica, percussioni, omnichord, tamburello basco
- Pino Palladino - basso
- Isaiah Sharkey - chitarra elettrica
- Pat Illingworth - batteria
- Steven James Brown - celesta, cori, programmazione, sintetizzatore, batteria, triangolo, basso, pianoforte, Fender Rhodes, clavinet, organo Hammond, percussioni, chitarra baritona
- James Gadson - batteria
- Kyle Bolden - chitarra acustica, chitarra elettrica
- Paris Strother - sintetizzatore, programmazione, tastiera, pianoforte, Fender Rhodes
- Luke Flowers - batteria
- John Ellis - pianoforte
- Paul Jackson Jr. - chitarra elettrica
- James Gadson - batteria, cori
- Kenny Higgins - chitarra elettrica, basso
- Gary Novak - batteria
- Chris Dawkins - chitarra
- John Hill - programmazione
- Alex Al - basso
- John McCallum - chitarra elettrica, cori
- Mark Walker - pianoforte
- Sam Bell - batteria, congas, percussioni
- David Schlechtriemen - chitarra, cori, percussioni
- Steve Chrisanthou - sintetizzatore, programmazione, chitarra acustica, chitarra 12 corde, chitarra elettrica
- Malay - chitarra acustica, programmazione, chitarra elettrica, tamburello basco, mellotron
- Jennifer Laura Hoy - vibrafono
- Eryl Roberts - timpani
- Rachael Gladwin - arpa
- Cheryl Law - viola
- Jayne Coyle - viola
- Naomi Rump - violino
- Ian Bone - violino
- Dewi Tudor Jones - violino
- Simon Howes - violino
- Glesni Roberts - violino
- Damion Browne - violoncello
- Nick Byrne - violoncello
- Semay Wu - violoncello
- Malcolm Strachan - tromba, flicorno
- Atholl Ransome - sassofono tenore, flauto
- Andy Ross - flauto
- Karlene Wray, Lara Rose, Amber Strother, LaDonna Harley-Peters, Esperanza Spalding - cori

## Classifiche
| Paese             | Posizione più alta |
| ----------------- | ------------------ |
| Belgio (Fiandre)  | 63                 |
| Belgio (Vallonia) | 111                |
| Giappone          | 79                 |
| Paesi Bassi       | 74                 |
| Regno Unito       | 14                 |
| Stati Uniti       | 31                 |